# 瑞年國際
瑞年國際有限公司，簡稱瑞年國際（英語：Real Nutriceutical Group Limited，港交所除牌前：2010.HK），於1997年由王福才（主席及總裁），於无锡市（總部）創立「無錫瑞年實業有限公司」。
現時業務在國內經營生產及銷售各類保健品和藥品，據了解，初步招股價為3港元，全球發售為3億股，而集資額為約9億港元，其中策略投資者包括長江生命科技、新加坡投資公司、建銀國際、鄧普頓、LDC及Raffles International。
而股份則在2010年2月19日於港交所主板上市。
沽空機構 Glaucus Research 於2015年10月提出報告指瑞年誇大收入及盈利，在2011至2013年間公布收入為51億元人民幣，但實際上僅得8.3億元，遂將瑞年目標價定在0元，迫使瑞年中途停牌兩個月。

## 連結
- Ruinian.com.cn （页面存档备份，存于）
- rescuerealnutriceutical